# باول بروكر
باول بروكر (بالإنجليزية: Paul Brooker)‏ هو لاعب كرة قدم بريطاني، ولد في 25 نوفمبر 1976 في هامرسميث في المملكة المتحدة. لعب مع برايتون أند هوف ألبيون وستيفيناغ بوروه وليستر سيتي ونادي برينتفورد ونادي ريدنغ ونادي فولهام.

## وصلات خارجية
- باول بروكر على موقع قاعدة بيانات كرة القدم.إي يو (الإنجليزية)
- باول بروكر على موقع Soccerbase.com (لاعب) (الإنجليزية)
- باول بروكر على موقع عالم كرة القدم.نت (الإنجليزية)